# جیمز لونا
جیمز لونا (انگلیسی: James Luna; ۹ فوریهٔ ۱۹۵۰ – ۴ مارس ۲۰۱۸) عکاس اهل ایالات متحده آمریکا بود. لونا در سال ۱۹۵۰ در اورنج، کالیفرنیا متولد شد. وی در سال ۱۹۷۵ به رزرو لا جولا هند در کالیفرنیا نقل مکان کرد. در سال ۱۹۷۶ مدرک لیسانس هنرهای زیبا را در دانشگاه کالیفرنیا، ارواین کسب کرد و در سال ۱۹۸۳ مدرک کارشناسی ارشد مشاوره را در دانشگاه ایالتی سن دییگو دریافت کرد. در سال ۲۰۱۱، او مدرک دکتری افتخاری را از مؤسسه هنرهای آمریکایی هند دریافت کرد.